# Hongrie aux Jeux olympiques d'hiver de 1924
La Hongrie participe aux Jeux olympiques d'hiver de 1924 à Chamonix en France du 25 janvier au 5 février 1924. Il s'agit de la première édition des Jeux d'hiver et donc également de la première participation hongroise.
La délégation hongroise compte quatre athlètes, uniquement des hommes, qui participent aux épreuves de combiné nordique et de ski de fond. La Hongrie fait partie des pays n'obtenant pas de médaille à l'issue de ces Jeux olympiques.

## Résultats

### Combiné nordique
| Athlète       | Compétition       | Saut à ski | Saut à ski | Saut à ski   | Saut à ski | Ski de fond     | Ski de fond | Ski de fond | Total  | Total |
| Athlète       | Compétition       | Distance 1 | Distance 2 | Total Points | Rang       | Temps           | Points      | Rang        | Points | Rang  |
| ------------- | ----------------- | ---------- | ---------- | ------------ | ---------- | --------------- | ----------- | ----------- | ------ | ----- |
| István Déván  | Individuel hommes | DNF        | DNF        | DNF          | DNF        | 1 h 50 min 20 s | 2 125       | 24e         | DNF    | -     |
| Aladár Háberl | Individuel hommes | 33,0 m     | 20,0 m     | 11 542       | 20e        | DNF             | DNF         | -           | DNF    | -     |
| Béla Szepes   | Individuel hommes | 39,5 m     | raté       | 10 478       | 23e        | DNF             | DNF         | -           | DNF    | -     |

### Ski de fond

#### 18km
| Athlètes     | Temps             | Rang |
| ------------ | ----------------- | ---- |
| István Déván | 1 h 50 min 20 s 8 | 31e  |
| Béla Szepes  | DNF               | NC   |

#### 50km
| Athlètes           | Temps           | Rang |
| ------------------ | --------------- | ---- |
| Ferenc Németh (pl) | 6 h 16 min 32 s | 20e  |